# Henryk Ratyna
Henryk Ratyna (ur. 26 grudnia 1926, zm. 10 kwietnia 2022) – polski działacz podziemia niepodległościowego w czasie II wojny światowej oraz powojenny działacz kombatancki, podpułkownik WP w stanie spoczynku, kawaler Orderu Wojennego Virtuti Militari.

## Życiorys
W czasie II wojny światowej działał w Batalionach Chłopskich na Zamojszczyźnie posługując się pseudonimem „Orzeł”.

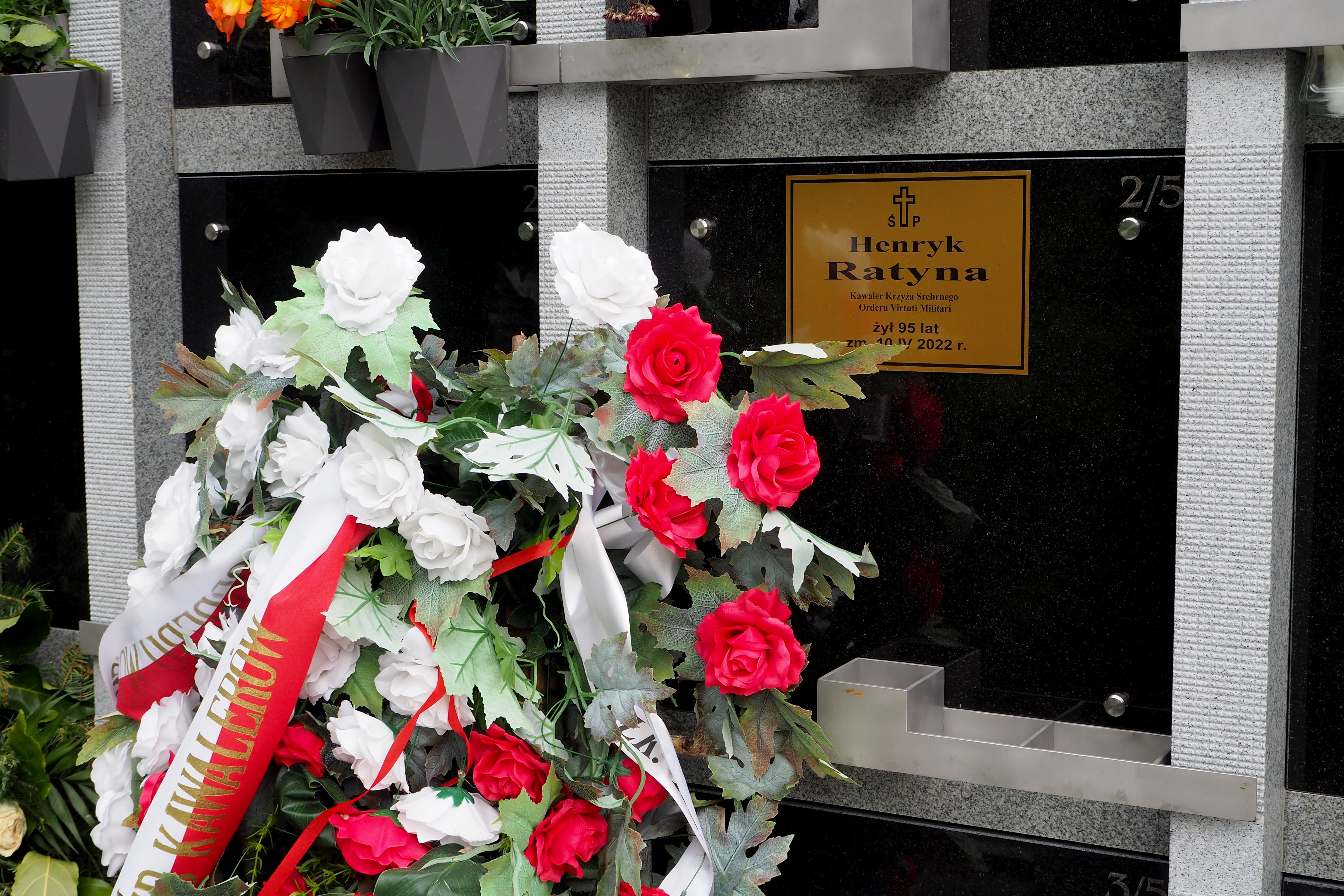
Grób Henryka Ratyny w kolumbarium na Cmentarzu Wojskowym na Powązkach w Warszawie

Był członkiem, a następnie przewodniczącym Komisji Rewizyjnej Klubu Kawalerów Orderu Wojennego Virtuti Militari, a także fotoreporterem Klubu. Reprezentował Klub między innymi w trakcie uroczystości odsłonięcia Pomnika żołnierzy Batalionów Chłopskich z Batalionu Stanisława Basaja „Rysia” poległych w walce z Niemcami pod Smoligowem 27 marca 1944 r., który odsłonięto 3 kwietnia 2016. Brał też udział w uroczystość otwarcia Izby Pamięci poświęconej kpt. Jerzemu Bartnikowi „Magikowi”  w Młodzieżowym Ośrodku Socjoterapii im. kpt. Jerzego Bartnika w Zielonce, w dniu 17 października 2018.
22 lipca 2014 otrzymał z rąk szefa Urzędu do Spraw Kombatantów i Osób Represjonowanych dr. Jana Stanisława Ciechanowskiego otrzymał legitymacje członka Korpusu Weteranów Walk o Niepodległość Rzeczypospolitej Polskiej.
Zmarł 10 kwietnia 2022 i został pochowany na Cmentarzu Wojskowym na Powązkach w Warszawie (Kwatera: Q10L, rząd: 2, grób: 5).